# Robak Morrisa

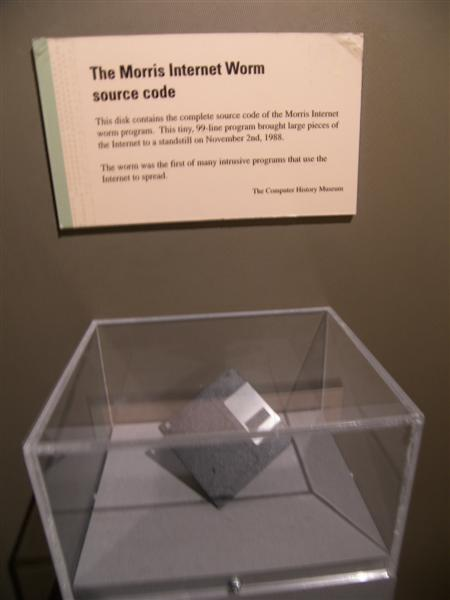
Dyskietka z robakiem Morrisa jako eksponat w Muzeum technologii w Bostonie.

Robak Morrisa – znany bardziej pod angielską nazwą Morris Worm, był pierwszym robakiem komputerowym wypuszczonym „na wolność”.
Program powstał, by pokazać słabości zabezpieczeń systemu BSD w wersji 4.2 oraz 4.3, systemów Sun Microsystems w wersji 3 oraz VAX. Robert Morris stworzył samopowielający się kod, który miał być z założenia zupełnie niegroźny. Działający program zajmował bardzo mało zasobów procesora oraz nie powodował żadnych problemów i tym samym miał być niewidoczny dla użytkowników oraz administratorów. 
Celem było jedynie wykazanie, że robak może przenosić się z komputera na komputer i tym samym uświadomienie administratorom słabości ich systemów. Realizowane to było dzięki wykorzystywaniu kilku błędów w systemach oraz znajdowaniu prostych do odgadnięcia haseł użytkowników. Morris przewidział, że powielanie się w nieskończoność nowych procesów robaka może spowodować zapełnienie zasobów komputera, a w rezultacie jego zawieszenie się. W swoim programie zawarł mechanizm, który za każdym razem sprawdzał, czy na komputerze będącym celem infekcji działa już proces robaka. Stwierdził jednak, że usunięcie procesu robaka mogłoby być zbyt prostym remedium, dlatego w jednym przypadku na siedem robak uruchamiał nowy proces na już zainfekowanej maszynie.
Jednak obliczenia Morrisa okazały się błędne. Pomimo tego, że zdawał sobie sprawę z niedoskonałości kodu, 2 listopada 1988 roku około godziny 20 postanowił wprowadzić kod liczący 3 tysiące linijek do Internetu. Program uruchomił anonimowo na jednym z serwerów uniwersytetu Harvarda. 3 listopada 34 minuty po północy obecność programu wykrył Andy Sudduth z Harvardu. W około 2 godziny od uruchomienia programu przez Morrisa na większość zainfekowanych maszyn nie mogli się dostać nawet administratorzy. Skutku nie przynosiło powtórne uruchamianie serwerów, ponieważ robak zbyt szybko je infekował. Gdy Morris zorientował się, co się dzieje, opracował z kolegą rozwiązanie problemu i rozesłał je anonimowo po sieci. Większość administratorów nie miała możliwości przeczytania rozwiązania. Nad wyjściem z sytuacji pracowali równolegle specjaliści z tysięcy placówek w USA. W 12 godzin od infekcji pierwszego serwera informatycy z Uniwersytetu Kalifornijskiego w Berkeley i z Massachusetts Institute of Technology odkryli sposób na poradzenie sobie z robakiem.
Ze względu na to, że duża część serwerów została odłączona od Internetu, dopiero 10 listopada udało się przywrócić sieci normalne funkcjonowanie. Infekcji poddało się ponad 6 tys. komputerów (ok. 10% całego ówczesnego Internetu), łączne straty oszacowano na 10 do 100 mln dolarów. Robert Morris przyznał się do napisania robaka i w efekcie został skazany na 3 lata obserwacji sądowej, 400 godzin prac społecznych i grzywnę w wysokości 10 tys. dolarów amerykańskich.